# الوحدة التقريبية

في المحور الرأسي لهذا الرسم البياني، تُستخدم الوحدة التقريبية للتعبير عن الاتجاه التقريبي في منحنى جهد التيار لأحد أجهزة ترانزستور تأثير المجال العامة.

في العلم والتقانة، الوحدة التقريبية (بالإنجليزية: arbitrary unit) (الذي يتم اختصاره بـarb. unit، انظر أدناه)
أو الوحدة محددة الإجراءات (p.d.u.)
هي وحد قياس نسبية توضح نسبة كمية المادة والشدة أو الكميات الأخرى إلى قياس مرجعي موضح سابقًا. بشكل نموذجي، يتم تحديد المقياس المرجعي بواسطة المختبرات المحلية أو بالاعتماد على أجهزة القياس الشخصية. لذا، من المستحيل مقارنة «وحدة تقريبية واحدة» مقيسة بواسطة ضابط مقاييس واحد و«1000 وحدة تقريبية» مقيسة بواسطة ضابط مقاييس آخر دون معرفة مسبقة مفصلة بطريقة تعريف «الوحدات التقريبية» المعنية؛ ولذلك، تُسمى هذه الوحدة في بعض الأحيان بـالوحدة المجهولة. لا يبرز دور تلك الوحدة إلا عند كونها وحدة وسيطة لمقارنة القياسات المتعددة التي يتم تطبيقها في بيئة مماثلة.
وبما أن الوحدة تعبر عن النسبة بين القياس والمرجع، يمكن اعتبارها وحدة لـ الكميات اللابعدية.
يشيع استخدام الوحدة في بعض المجالات مثل علم وظائف الأعضاء للإشارة إلى تركيز حجم المادة والمطيافية للتعبير عن الكثافة الطيفية.
عند تحديد المقياس المرجعي بدقة والاتفاق عليه دوليًا، فقد يكون من الممكن استخدام الوحدات التقريبية في المقارنة العامة. وفي هذا الصدد، تعد الوحدة الدولية لمنظمة الصحة العالمية إحدى الوحدات التقريبية الشهيرة المعروفة.

## الاختصارات والتسميات
تتضمن اختصارات «الوحدة التقريبية» كلاً من: arb. unit, arb. u. وAUو وa.u.
ومن بين تلك الاختصارات، تبرز "AU" و"a.u." كاختصارين معروفين لـ الوحدات الفلكية والوحدات الذرية. ولتلك الأسباب، أوصت إحدى الدوريات العلمية صراحة بعدم استخدام "a.u." وأوصت باستخدام "arb. unit" بديلًا عنه.
وبما أن الوحدة التقريبية لا يُعترف بها كوحدة رسمية  أقر الاتحاد الدولي للكمياء البحتة والتطبيقية (IUPAC) والاتحاد الدولي للكمياء السريرية وطب المختبرات (IFCC) بضرورة التعامل مع «الوحدات المجهولة»، وقرروا في عام 2008 استخدام المصطلح «وحدة الإجراءات المحددة» في قاعدة البيانات الخاصة بهم. وقد منع القرار استخدام العوامل أو المقامات بالتزامن مع وحدة الإجراءات المحددة (مثل "p.d.u./L").

## وصلات خارجية
- [<a href="http://wiki.answers.com/Q/What_is_Arbitrary_unit">http://wiki.answers.com/Q/What_is_Arbitrary_unit</a> What is Arbitrary unit?], ويكي أنسرز